# 斯皮羅山
62°16′S 59°0′W / 62.267°S 59.000°W
斯皮羅山是南極洲的山峰，位於南設得蘭群島的納爾遜島，處於埃傑爾灣，海拔高度120米，以希臘航海員命名，現時由南極條約體系管理。

## 外部連結
- SCAR Composite Antarctic Gazetteer（页面存档备份，存于）